# Spathidexia cerussata
Spathidexia cerussata är en tvåvingeart som beskrevs av Henry J. Reinhard 1934. Spathidexia cerussata ingår i släktet Spathidexia och familjen parasitflugor. Inga underarter finns listade i Catalogue of Life.